# Sylvan Shores
Sylvan Shores és una concentració de població designada pel cens dels Estats Units a l'estat de Florida. Segons el cens del 2000 tenia 2.424 habitants.

## Demografia
Segons el cens del 2000, Sylvan Shores tenia 2.424 habitants, 1.166 habitatges, i 795 famílies. La densitat de població era de 419,7 habitants/km².
Dels 1.166 habitatges en un 13,9% hi vivien nens de menys de 18 anys, en un 60,5% hi vivien parelles casades, en un 5,9% dones solteres, i en un 31,8% no eren unitats familiars. En el 27,8% dels habitatges hi vivien persones soles el 22% de les quals corresponia a persones de 65 anys o més que vivien soles. El nombre mitjà de persones vivint en cada habitatge era de 2,08 i el nombre mitjà de persones que vivien en cada família era de 2,49.
Per edats la població es repartia de la següent manera: un 14,1% tenia menys de 18 anys, un 3,1% entre 18 i 24, un 13,9% entre 25 i 44, un 23,1% de 45 a 60 i un 45,9% 65 anys o més.
L'edat mediana era de 63 anys. Per cada 100 dones de 18 o més anys hi havia 82,8 homes.
La renda mediana per habitatge era de 30.256 $ i la renda mediana per família de 33.696 $. Els homes tenien una renda mediana de 30.948 $ mentre que les dones 23.125 $. La renda per capita de la població era de 17.950 $. Entorn del 8% de les famílies i l'11,2% de la població estaven per davall del llindar de pobresa.

## Poblacions més properes
El següent diagrama mostra les poblacions més properes.